# 銭荘
銭荘（せんそう・銭庄）とは、中国における旧式の金融機関。銭舗（せんぽ）などの異名がある。

## 概要
その起源は宋代にあった「兌房」に遡る。兌房は銅銭・銀錠・交子の両替業務などを行っていた。これが明の頃には「銭舗」と呼ばれるようになり、清の乾隆年間（18世紀後期）には現在の江蘇省・浙江省・福建省などで「銭荘」の名称が用いられるようになり、全国的に用いられるようになった。また、山西省には同様の役割を果たした「票号」（日昇昌など）があった。
銭荘の主たる業務は、事実上の本位通貨として高額取引や遠距離間取引には欠かせないものになっていたにもかかわらず貨幣（銀貨）として存在していなかった銀の固形体である銀錠と日常的に用いられていた銅銭の両替を行い、その際に手数料を得ることであったが、19世紀に入ると、銭票（荘票）と呼ばれる銅銭との引換可能な小額紙幣を発行して、現金の預かりや払い出し業務も行うようになった。更に出資者（通常は経営者の他数名の出資者によって設立される）による銀預金を元手とした銀票の発行をはじめ、地域によって規格・品位が異なるためにそのままでは使うことが出来ない他地域の銀錠の交換や会票と呼ばれる為替の発行など今日の銀行業務に近い業務を行うようになった。こうした業務を支えたのは牙行などの同業者組合の存在であった。後に中国金融の中心地となる上海の銭荘は元々紹興出身者によって設立されたものが多く、上海や近隣の江蘇・浙江両省を拠点として米や大豆を扱う商人やこれを輸送する航運業者の出資を受けて事業を広げ、1776年には上海銭荘の牙行の代表的存在である北市銭業会館が設立されている。個々の銭荘が発行した銭票・会票は牙行を介して広範な決済が行われた。
アヘン戦争後に外国銀行の中国進出が盛んになるが、銭荘は却って発展した。理由としては、銭荘は中国伝統の経済システムに合わせて発展してきたこと、中国の人々が銀行の複雑な手続を忌避して信用のみによって貸付を受けられる銭荘を好んだこと、出資者が無限連帯責任を負ったこと、そして外国銀行側も不慣れな中国の商慣習の中で個々の顧客と取引するよりも銭荘に対して折票/チョップ・ローン（Chop Loan）と呼ばれる短期信用貸付を行って銭荘に現地における金融業務を行わせる方法を取ったことが挙げられる。
だが、19世紀末から20世紀にかけて中国経済が国際経済に組み込まれることによって生じる景気変動や辛亥革命や北伐などの政治変動によって、銭荘の経営は大きく揺さぶられることとなる。1910年のゴム恐慌や1930年に中国に飛び火した世界恐慌によって多くの銭荘が破綻した。更に19世紀末から登場してきた中国民族資本による銀行は中国国内における金融市場開拓を志向したことから銭荘と激しく競合した。特に通貨制度の近代化を巡って銀錠（秤量通貨）を軸とした銀両制度の維持を望む銭荘と銀貨（計数貨幣）を軸とした銀元制度への改革を望む銀行が激しく衝突した。
1933年の廃両改元及び2年後の法幣導入（管理通貨制度への移行）によって銀行側の勝利に終わると、銭荘の中には破綻するものが続出し、残った銭荘も中央の発券銀行から法幣の融資を受けることで通貨を確保せざるを得なくなったことでその影響下に入った。ところが、日中戦争と続く国共内戦によるインフレーションは銭荘に投機的機会を与えて勢力の回復をもたらした。
だが、中華人民共和国の成立によって銭荘は政府や中国人民銀行の厳重な監督下に置かれ、投機的活動の禁止と生産部門投資への強要と公私合営の徹底を図った。このため、1953年頃には銭荘は公私合営銀行に転換されて完全に消滅し、わずかに中華人民共和国の支配下に入らなかった台湾や香港の中小零細金融機関の名称として存続しているものが残されているだけである。

## 参照項目
- 票号